# Peter Rzehak
Peter Rzehak (* 8. Februar 1970 in Brixlegg) ist ein ehemaliger österreichischer Skirennläufer. Die Karriere des Abfahrts- und Super-G-Spezialisten wurde immer wieder von Verletzungen unterbrochen. Sein größter Erfolg war der zweite Platz in der Hahnenkamm-Abfahrt 1999.
Peter Rzehak gewann bei der Junioren-Weltmeisterschaft 1988 Bronze in der Abfahrt und im Super-G. 1990 bestritt er in Schladming sein erstes Weltcuprennen. Insgesamt erreichte er im Weltcup bei 96 Einsätzen fünf Podestplätze (4 Abfahrt, 1 Super-G). Bei Olympischen Spielen oder Weltmeisterschaften gehörte er zwar gelegentlich zur ÖSV-Mannschaft, kam aber nie zu einem Renneinsatz, da er sich nicht gegen die starke österreichische Konkurrenz durchsetzen konnte oder sich in bei der Weltmeisterschaft 1996 im Training derart verletzte, dass er ins Krankenhaus gebracht werden musste.
Größere Erfolge blieben Rzehak vor allem wegen zahlreicher Verletzungen verwehrt. Er erlitt im Lauf seiner Karriere drei Kreuzbandrisse, einen Patellarsehnenriss, einen Daumenbruch und eine Schulterluxation. Im Frühjahr 2004 gab er aufgrund von Verletzungsfolgen seinen Rücktritt vom aktiven Sport bekannt.